# UEFA Nations League 2024-2025 - Lega A
Questa voce raccoglie un approfondimento sulle gare della Lega A dell'UEFA Nations League 2024-2025. La fase a gironi della Lega A si è disputata tra il 5 settembre e il 19 novembre 2024, i quarti di finale per l'accesso alla fase finale tra il 20 e 23 marzo 2025, mentre quest'ultima fase dal 4 all'8 giugno 2025. Il Portogallo ha battuto in finale la Spagna detentrice del torneo 5-3 ai tiri di rigore, dopo il 2-2 dei tempi supplementari, conquistando il secondo successo nella manifestazione.

## Formato
Alla Lega A partecipano le 12 squadre classificate dal primo al dodicesimo posto nella classifica finale della UEFA Nations League 2022-2023, alle quali si aggiungono le 4 promosse dalla Lega B (classificate 17-20); le 16 partecipanti vengono divise in quattro gruppi da quattro squadre ciascuno. Ogni squadra gioca sei incontri: due partite nel mese di settembre, due partite nel mese di ottobre e due nel mese di novembre. Le prime due classificate di ogni raggruppamento si qualificano ai quarti di finale con gare di andata e ritorno, le terze classificate disputano gli spareggi contro le seconde classificate della Lega B, mentre le ultime classificate di ogni gruppo vengono retrocesse nella Lega B della UEFA Nations League 2026-2027. Le squadre vincitrici dei quarti di finale partecipano alla fase finale.
La fase finale, in programma nel mese di giugno del 2025, è composta dalle semifinali, dall'incontro per il terzo posto e dalla finale. Gli accoppiamenti per le semifinali, insieme alla scelta della squadra di casa per la finale del terzo posto e per la finale saranno determinati da un sorteggio aperto. La nazione ospitante della fase finale sarà scelta tra le quattro squadre qualificate dal Comitato Esecutivo UEFA.
Le quattro squadre vincitrici dei quarti di finale saranno sorteggiate in un gruppo composto da quattro squadre per le qualificazioni UEFA al campionato mondiale di calcio 2026 in modo che quest'ultime abbiano il turno di riposo mentre partecipano alla fase finale.

## Squadre partecipanti
Le squadre sono state assegnate alla Lega A in base alla lista d'accesso della UEFA Nations League 2024-2025, la quale si basa sulla classifica finale dell'edizione precedente: alle 12 squadre rimaste nella Lega A viene attribuito il numero di accesso corrispondente alla posizione nella classifica finale dell'edizione passata, mentre alle 4 promosse dalla Lega B vengono attribuiti i numeri 13-16. Le urne per il sorteggio, composte da quattro squadre ciascuna, sono state annunciate il 2 dicembre 2023.
| Squadra            | Rank |
| ------------------ | ---- |
| Spagna (detentori) | 1    |
| Croazia            | 2    |
| Italia             | 3    |
| Paesi Bassi        | 4    |

| Squadra    | Rank |
| ---------- | ---- |
| Danimarca  | 5    |
| Portogallo | 6    |
| Belgio     | 7    |
| Ungheria   | 8    |

| Squadra  | Rank |
| -------- | ---- |
| Svizzera | 9    |
| Germania | 10   |
| Polonia  | 11   |
| Francia  | 12   |

| Squadra              | Rank |
| -------------------- | ---- |
| Israele              | 13   |
| Bosnia ed Erzegovina | 14   |
| Serbia               | 15   |
| Scozia               | 16   |

Il sorteggio per la fase a gironi si è svolto l'8 febbraio 2024 alle ore 18:00 CET a Parigi, in Francia.

## Gruppo 1

### Classifica
| Pos | Squadra    | Pt | G | V | N | P | GF | GS | DG |
| --- | ---------- | -- | - | - | - | - | -- | -- | -- |
| 1.  | Portogallo | 14 | 6 | 4 | 2 | 0 | 13 | 5  | +8 |
| 2.  | Croazia    | 8  | 6 | 2 | 2 | 2 | 8  | 8  | 0  |
| 3.  | Scozia     | 7  | 6 | 2 | 1 | 3 | 7  | 8  | -1 |
| 4.  | Polonia    | 4  | 6 | 1 | 1 | 4 | 9  | 16 | -7 |

### Risultati
| Arbitro: | Halil Umut Meler |

|                      |           |                  |
| Dalot 7’ Ronaldo 34’ | Marcatori | 41’ (aut.) Dalot |

| Arbitro: | Glenn Nyberg |

|                           |           |                                                              |
| Gilmour 46’ McTominay 76’ | Marcatori | 8’ S. Szymański 44’ (rig.) Lewandowski 90+7’ (rig.) Zalewski |

| Arbitro: | François Letexier |

|            |           |  |
| Modrić 52’ | Marcatori |  |

| Arbitro: | Maurizio Mariani |

|                           |           |              |
| Fernandes 54’ Ronaldo 88’ | Marcatori | 7’ McTominay |

| Arbitro: | István Kovács |

|                            |           |              |
| Matanović 36’ Kramarić 70’ | Marcatori | 33’ Christie |

| Arbitro: | Serdar Gözübüyük |

|               |           |                                              |
| Zieliński 78’ | Marcatori | 26’ B. Silva 37’ Ronaldo 88’ (aut.) Bednarek |

| Arbitro: | Alejandro Hernández Hernández |

|                                         |           |                                    |
| Zieliński 5’ Zalewski 45’ Szymański 68’ | Marcatori | 19’ Sosa 24’ P. Sučić 26’ Baturina |

| Glasgow 15 ottobre 2024, ore 20:45 UTC+2 | Scozia          | 0 – 0 referto | Portogallo | Hampden Park (49 057 spett.)\| Arbitro: \| Lawrence Visser \| |
| Arbitro:                                 | Lawrence Visser |               |            |                                                               |

| Arbitro: | Donatas Rumšas |

|                                                         |           |             |
| Leão 59’ Ronaldo 72’ (rig.), 87’ Fernandes 80’ Neto 83’ | Marcatori | 88’ Marczuk |

| Arbitro: | Orel Grinfeld |

|            |           |  |
| McGinn 86’ | Marcatori |  |

| Arbitro: | Davide Massa |

|              |           |                |
| Gvardiol 65’ | Marcatori | 33’ João Félix |

| Arbitro: | Christian Dingert |

|                |           |                           |
| Piątkowski 59’ | Marcatori | 3’ McGinn 90+3’ Robertson |

## Gruppo 2

### Classifica
| Pos | Squadra | Pt | G | V | N | P | GF | GS | DG |
| --- | ------- | -- | - | - | - | - | -- | -- | -- |
| 1.  | Francia | 13 | 6 | 4 | 1 | 1 | 12 | 6  | +6 |
| 2.  | Italia  | 13 | 6 | 4 | 1 | 1 | 13 | 8  | +5 |
| 3.  | Belgio  | 4  | 6 | 1 | 1 | 4 | 6  | 9  | -3 |
| 4.  | Israele | 4  | 6 | 1 | 1 | 4 | 5  | 13 | -8 |

### Risultati
| Arbitro: | Michael Oliver |

|                                         |           |                     |
| De Bruyne 21’, 52’ (rig.) Tielemans 48’ | Marcatori | 36’ (aut.) Castagne |

| Arbitro: | Sandro Schärer |

|            |           |                                        |
| Barcola 1’ | Marcatori | 30’ Dimarco 51’ Frattesi 74’ Raspadori |

| Arbitro: | Tobias Stieler |

|                            |           |  |
| Kolo Muani 29’ Dembélé 57’ | Marcatori |  |

| Arbitro: | Ivan Kružliak |

|              |           |                       |
| Abu Fani 90’ | Marcatori | 38’ Frattesi 62’ Kean |

| Arbitro: | Nikola Dabanović |

|               |           |                                                   |
| Gandelman 24’ | Marcatori | 7’ Camavinga 28’ Nkunku 87’ Guendouzi 89’ Barcola |

| Arbitro: | Espen Eskås |

|                         |           |                            |
| Cambiaso 1’ Retegui 24’ | Marcatori | 42’ De Cuyper 61’ Trossard |

| Arbitro: | Irfan Peljto |

|              |           |                            |
| Openda 45+3’ | Marcatori | 35’ (rig.), 62’ Kolo Muani |

| Arbitro: | Ricardo de Burgos Bengoetxea |

|                                                     |           |              |
| Retegui 41’ (rig.) Di Lorenzo 54’, 79’ Frattesi 72’ | Marcatori | 66’ Abu Fani |

| Arbitro: | Radu Petrescu |

|  |           |            |
|  | Marcatori | 11’ Tonali |

| Saint-Denis 14 novembre 2024, ore 20:45 UTC+1 | Francia        | 0 – 0 referto | Israele | Stade de France (16 611 spett.)\| Arbitro: \| Tobias Stieler \| |
| Arbitro:                                      | Tobias Stieler |               |         |                                                                 |

| Arbitro: | Sebastian Gishamer |

|          |           |  |
| Shua 86’ | Marcatori |  |

| Arbitro: | Slavko Vinčić |

|              |           |                                   |
| Cambiaso 35’ | Marcatori | 2’, 65’ Rabiot 33’ (aut.) Vicario |

## Gruppo 3

### Classifica
| Pos | Squadra              | Pt | G | V | N | P | GF | GS | DG  |
| --- | -------------------- | -- | - | - | - | - | -- | -- | --- |
| 1.  | Germania             | 14 | 6 | 4 | 2 | 0 | 18 | 4  | +14 |
| 2.  | Paesi Bassi          | 9  | 6 | 2 | 3 | 1 | 13 | 7  | +6  |
| 3.  | Ungheria             | 6  | 6 | 1 | 3 | 2 | 4  | 11 | -7  |
| 4.  | Bosnia ed Erzegovina | 2  | 6 | 0 | 2 | 4 | 4  | 17 | -13 |

### Risultati
| Arbitro: | Clément Turpin |

|                                                                    |           |  |
| Füllkrug 27’ Musiala 58’ Wirtz 66’ Pavlović 77’ Havertz 81’ (rig.) | Marcatori |  |

| Arbitro: | Donatas Rumšas |

|                                                                 |           |                         |
| Zirkzee 13’ Reijnders 45+2’ Gakpo 56’ Weghorst 88’ Simons 90+2’ | Marcatori | 27’ Demirović 73’ Džeko |

| Budapest 10 settembre 2024, ore 20:45 UTC+2 | Ungheria    | 0 – 0 referto | Bosnia ed Erzegovina | Puskás Aréna (46 443 spett.)\| Arbitro: \| Marco Guida \| |
| Arbitro:                                    | Marco Guida |               |                      |                                                           |

| Arbitro: | Davide Massa |

|                           |           |                         |
| Reijnders 2’ Dumfries 50’ | Marcatori | 38’ Undav 45+3’ Kimmich |

| Arbitro: | François Letexier |

|           |           |                |
| Džeko 70’ | Marcatori | 30’, 36’ Undav |

| Arbitro: | Lukas Fähndrich |

|            |           |              |
| Sallai 32’ | Marcatori | 83’ Dumfries |

| Arbitro: | Anthony Taylor |

|  |           |                            |
|  | Marcatori | 38’, 50’ (rig.) Szoboszlai |

| Arbitro: | Slavko Vinčić |

|              |           |  |
| Leweling 64’ | Marcatori |  |

| Arbitro: | Vassilis Fotias |

|                                                                     |           |  |
| Musiala 2’ Kleindienst 23’, 79’ Havertz 37’ Wirtz 50’, 57’ Sané 66’ | Marcatori |  |

| Arbitro: | Jesús Gil Manzano |

|                                                                      |           |  |
| Weghorst 21’ (rig.) Gakpo 45+12’ (rig.) Dumfries 64’ Koopmeiners 86’ | Marcatori |  |

| Arbitro: | Əliyar Ağayev |

|               |           |             |
| Demirović 67’ | Marcatori | 24’ Brobbey |

| Arbitro: | Duje Strukan |

|                         |           |            |
| Szoboszlai 90+9’ (rig.) | Marcatori | 76’ Nmecha |

## Gruppo 4

### Classifica
| Pos | Squadra   | Pt | G | V | N | P | GF | GS | DG |
| --- | --------- | -- | - | - | - | - | -- | -- | -- |
| 1.  | Spagna    | 16 | 6 | 5 | 1 | 0 | 13 | 4  | +9 |
| 2.  | Danimarca | 8  | 6 | 2 | 2 | 2 | 7  | 5  | +2 |
| 3.  | Serbia    | 6  | 6 | 1 | 3 | 2 | 3  | 6  | -3 |
| 4.  | Svizzera  | 2  | 6 | 0 | 2 | 4 | 6  | 14 | -8 |

### Risultati
| Arbitro: | Daniel Siebert |

|                          |           |  |
| Dorgu 82’ Højbjerg 90+2’ | Marcatori |  |

| Belgrado 5 settembre 2024, ore 20:45 UTC+2 | Serbia           | 0 – 0 referto | Spagna | Stadio Rajko Mitić (29 981 spett.)\| Arbitro: \| Serdar Gözübüyük \| |
| Arbitro:                                   | Serdar Gözübüyük |               |        |                                                                      |

| Arbitro: | Chris Kavanagh |

|                         |           |  |
| Grønbæk 36’ Poulsen 61’ | Marcatori |  |

| Arbitro: | Irfan Peljto |

|             |           |                                         |
| Amdouni 41’ | Marcatori | 4’ Joselu 13’, 77’ Fabián 80’ F. Torres |

| Arbitro: | Simone Sozza |

|                                  |           |  |
| Elvedi 45+1’ (aut.) Mitrović 61’ | Marcatori |  |

| Arbitro: | Ivan Kružliak |

|               |           |  |
| Zubimendi 79’ | Marcatori |  |

| Arbitro: | Daniel Stefański |

|                                 |           |  |
| Laporte 5’ Morata 65’ Baena 77’ | Marcatori |  |

| Arbitro: | Halil Umut Meler |

|                                  |           |                         |
| Freuler 26’ Amdouni 45+1’ (rig.) | Marcatori | 27’ Isaksen 69’ Eriksen |

| Arbitro: | Rade Obrenovič |

|             |           |                         |
| Isaksen 84’ | Marcatori | 15’ Oyarzabal 58’ Pérez |

| Arbitro: | Clément Turpin |

|             |           |            |
| Amdouni 78’ | Marcatori | 88’ Terzić |

| Leskovac 18 novembre 2024, ore 20:45 UTC+1 | Serbia       | 0 – 0 referto | Danimarca | Dubočica Stadium (7 295 spett.)\| Arbitro: \| Felix Zwayer \| |
| Arbitro:                                   | Felix Zwayer |               |           |                                                               |

| Arbitro: | Bastian Dankert |

|                                        |           |                                |
| Pino 32’ Gil 68’ Zaragoza 90+3’ (rig.) | Marcatori | 63’ Monteiro 85’ (rig.) Zeqiri |

## Fase a eliminazione diretta

### Tabellone
|  | Quarti di finale | Quarti di finale | Quarti di finale | Quarti di finale | Quarti di finale |   |                  | Semifinali       | Semifinali | Semifinali |          |                 | Finale          | Finale          | Finale |  |
|  |                  |                  |                  |                  |                  |   |                  |                  |            |            |          |                 |                 |                 |        |  |
|  | Italia           | Italia           | 1                | 3                | 4                |   |                  |                  |            |            |          |                 |                 |                 |        |  |
|  | Italia           | Italia           | 1                | 3                | 4                |   |                  |                  |            |            |          |                 |                 |                 |        |  |
|  | Germania         | Germania         | 2                | 3                | 5                |   |                  |                  |            |            |          |                 |                 |                 |        |  |
|  | Germania         | Germania         | 2                | 3                | 5                |   | Germania         | Germania         | 1          |            |          |                 |                 |                 |        |  |
|  |                  |                  |                  |                  |                  |   | Germania         | Germania         | 1          |            |          |                 |                 |                 |        |  |
|  |                  |                  | Portogallo       | Portogallo       | 2                |   |                  |                  |            |            |          |                 |                 |                 |        |  |
|  | Danimarca        | Danimarca        | Portogallo       | Portogallo       | 2                | 1 | 2                | 3                |            |            |          |                 |                 |                 |        |  |
|  | Danimarca        | Danimarca        |                  |                  |                  |   |                  | 3                |            |            |          |                 |                 |                 |        |  |
|  | Portogallo (dts) | Portogallo (dts) | 0                | 5                | 5                |   |                  |                  |            |            |          |                 |                 |                 |        |  |
|  | Portogallo (dts) | Portogallo (dts) | 0                | 5                | 5                |   | Portogallo (dtr) | Portogallo (dtr) | 2 (5)      |            |          |                 |                 |                 |        |  |
|  |                  |                  |                  |                  |                  |   |                  |                  |            |            |          |                 |                 |                 |        |  |
|  |                  |                  | Spagna           | Spagna           | 2 (3)            |   |                  |                  |            |            |          |                 |                 |                 |        |  |
|  | Paesi Bassi      | Paesi Bassi      | Spagna           | Spagna           | 2 (3)            | 2 | 3                | 5 (4)            |            |            |          |                 |                 |                 |        |  |
|  | Paesi Bassi      | Paesi Bassi      |                  |                  |                  | 2 | 3                | 5 (4)            |            |            |          |                 |                 |                 |        |  |
|  | Spagna (dtr)     | Spagna (dtr)     | 2                | 3                | 5 (5)            |   |                  |                  |            |            |          |                 |                 |                 |        |  |
|  | Spagna (dtr)     | Spagna (dtr)     | 2                | 3                | 5 (5)            |   | Spagna           | Spagna           | 5          |            |          | Finale 3º posto | Finale 3º posto | Finale 3º posto |        |  |
|  |                  |                  |                  |                  |                  |   | Spagna           | Spagna           | 5          |            |          |                 |                 |                 |        |  |
|  |                  |                  | Francia          | Francia          | 4                |   |                  |                  |            |            |          |                 |                 |                 |        |  |
|  | Croazia          | Croazia          | Francia          | Francia          | 4                | 2 | 0                | 2 (4)            |            |            | Germania | Germania        | 0               |                 |        |  |
|  | Croazia          | Croazia          |                  |                  |                  |   |                  | 2 (4)            |            |            | Germania | Germania        | 0               |                 |        |  |
|  | Francia (dtr)    | Francia (dtr)    | 0                | 2                | 2 (5)            |   |                  | Francia          | Francia    | 2          |          |                 |                 |                 |        |  |

### Quarti di finale
Il sorteggio per determinare gli accoppiamenti dei quarti di finale si è svolto il 22 novembre 2024 alle ore 12:00 CET a Nyon, in Svizzera. Le squadre prime classificate sono teste di serie a giocano la gara di ritorno in casa, mentre le squadre seconde classificate non sono teste di serie e giocano la gara d'andata in casa.
| Gruppo | Prime classificate (teste di serie) | Seconde classificate (non teste di serie) |
| ------ | ----------------------------------- | ----------------------------------------- |
| 1      | Portogallo                          | Croazia                                   |
| 2      | Francia                             | Italia                                    |
| 3      | Germania                            | Paesi Bassi                               |
| 4      | Spagna                              | Danimarca                                 |

### Tabella riassuntiva
| Squadra 1   | Totale          | Squadra 2  | Andata | Ritorno     |
| ----------- | --------------- | ---------- | ------ | ----------- |
| Paesi Bassi | 5 - 5 (4-5 dtr) | Spagna     | 2 - 2  | 3 - 3 (dts) |
| Croazia     | 2 - 2 (4-5 dtr) | Francia    | 2 - 0  | 0 - 2 (dts) |
| Danimarca   | 3 - 5           | Portogallo | 1 - 0  | 2 - 5 (dts) |
| Italia      | 4 - 5           | Germania   | 1 - 2  | 3 - 3       |

### Risultati

#### Andata
| Arbitro: | Glenn Nyberg |

|                         |           |                          |
| Gakpo 28’ Reijnders 46’ | Marcatori | 9’ Williams 90+3’ Merino |

| Arbitro: | Espen Eskås |

|                           |           |  |
| Budimir 26’ Perišić 45+1’ | Marcatori |  |

| Arbitro: | Irfan Peljto |

|             |           |  |
| Højlund 78’ | Marcatori |  |

| Arbitro: | François Letexier |

|           |           |                              |
| Tonali 9’ | Marcatori | 49’ Kleindienst 76’ Goretzka |

#### Ritorno
| Arbitro: | Clément Turpin |

|                                        |                      |                                                 |
| Oyarzabal 8’ (rig.), 67’ Yamal 103’    | Marcatori            | 54’ (rig.) Depay 79’ Maatsen 109’ (rig.) Simons |
| Merino Torres García Yamal Baena Pedri | Tiri di rigore 5 – 4 | Van Dijk Koopmeiners Simons Lang Taylor Malen   |

| Arbitro: | Michael Oliver |

|                                                              |                      |                                                          |
| Olise 52’ Dembélé 80’                                        | Marcatori            |                                                          |
| Mbappé Tchouaméni Koundé Kolo Muani Hernández Doué Upamecano | Tiri di rigore 5 – 4 | Baturina Moro Ivanović Pašalić Jakić Ćaleta-Car Stanišić |

| Arbitro: | Slavko Vinčić |

|                                                             |           |                            |
| Andersen 38’ (aut.) Ronaldo 72’ Trincão 86’, 91’ Ramos 115’ | Marcatori | 56’ Kristensen 76’ Eriksen |

| Arbitro: | Szymon Marciniak |

|                                                |           |                                      |
| Kimmich 30’ (rig.) Musiala 36’ Kleindienst 45’ | Marcatori | 49’, 69’ Kean 90+5’ (rig.) Raspadori |

### Fase finale
Gli accoppiamenti per le semifinali sono stati determinati da un sorteggio aperto. Per scopi amministrativi, la squadra ospitante la fase finale è assegnata alla prima semifinalista.

#### Semifinali
| Arbitro: | Slavko Vinčić |

|           |           |                           |
| Wirtz 48’ | Marcatori | 63’ Conceição 68’ Ronaldo |

| Arbitro: | Michael Oliver |

|                                                         |           |                                                                 |
| Williams 22’ Merino 25’ Yamal 54’ (rig.), 67’ Pedri 55’ | Marcatori | 59’ (rig.) Mbappé 79’ Cherki 84’ (aut.) Vivian 90+3’ Kolo Muani |

#### Finale 3º posto
| Arbitro: | Ivan Kružliak |

|  |           |                      |
|  | Marcatori | 45’ Mbappé 84’ Olise |

#### Finale
| Arbitro: | Sandro Schärer |

|                                         |                      |                             |
| Mendes 26’ Ronaldo 61’                  | Marcatori            | 21’ Zubimendi 45’ Oyarzabal |
| Ramos Vitinha Fernandes Mendes R. Neves | Tiri di rigore 5 – 3 | Merino Baena Isco Morata    |

## Statistiche

### Classifica marcatori
8 reti
- Cristiano Ronaldo (1 rig.)

4 reti
- Randal Kolo Muani
- Tim Kleindienst

- Florian Wirtz
- Mikel Oyarzabal (1 rig.)

3 reti
- Jamal Musiala
- Deniz Undav
- Dominik Szoboszlai (2 rig.)
- Davide Frattesi

- Moise Kean
- Denzel Dumfries
- Cody Gakpo (1 rig.)
- Tijjani Reijnders

- Lamine Yamal
- Zeki Amdouni (1 rig.)

2 reti
- Kevin De Bruyne (1 rig.)
- Ermedin Demirović
- Edin Džeko
- Christian Eriksen
- Gustav Isaksen
- Bradley Barcola
- Ousmane Dembélé
- Kylian Mbappé (1 rig.)
- Michael Olise
- Adrien Rabiot
- Kai Havertz (1 rig.)

- Joshua Kimmich (1 rig.)
- Mohammad Abu Fani
- Andrea Cambiaso
- Giovanni Di Lorenzo
- Giacomo Raspadori (1 rig.)
- Mateo Retegui (1 rig.)
- Sandro Tonali
- Xavi Simons (1 rig.)
- Wout Weghorst (1 rig.)
- Sebastian Szymański
- Nicola Zalewski (1 rig.)

- Piotr Zieliński
- Bruno Fernandes
- Francisco Trincão
- John McGinn
- Scott McTominay
- Mikel Merino
- Fabián Ruiz
- Nico Williams
- Martín Zubimendi

1 rete
- Maxim De Cuyper
- Loïs Openda
- Youri Tielemans
- Leandro Trossard
- Martin Baturina
- Ante Budimir
- Joško Gvardiol
- Andrej Kramarić
- Igor Matanović
- Luka Modrić
- Ivan Perišić
- Borna Sosa
- Petar Sučić
- Patrick Dorgu
- Albert Grønbæk
- Pierre-Emile Højbjerg
- Rasmus Højlund
- Rasmus Kristensen
- Yussuf Poulsen
- Eduardo Camavinga
- Rayan Cherki
- Mattéo Guendouzi
- Christopher Nkunku

- Niclas Füllkrug
- Leon Goretzka
- Jamie Leweling
- Felix Nmecha
- Aleksandar Pavlović
- Leroy Sané
- Roland Sallai
- Omri Gandelman
- Yarden Shua
- Federico Dimarco
- Brian Brobbey
- Memphis Depay (1 rig.)
- Teun Koopmeiners
- Ian Maatsen
- Joshua Zirkzee
- Robert Lewandowski (1 rig.)
- Dominik Marczuk
- Kamil Piątkowski
- Francisco Conceição
- Diogo Dalot
- João Félix
- Rafael Leão
- Nuno Mendes

- Pedro Neto
- Gonçalo Ramos
- Bernardo Silva
- Ryan Christie
- Billy Gilmour
- Andrew Robertson
- Aleksandar Mitrović
- Aleksa Terzić
- Álex Baena
- Bryan Gil
- Joselu
- Aymeric Laporte
- Álvaro Morata
- Pedri
- Ayoze Pérez
- Yéremi Pino
- Ferrán Torres
- Bryan Zaragoza
- Remo Freuler
- Joël Monteiro
- Andi Zeqiri

Autoreti
- Timothy Castagne (1, pro  Israele)
- Joachim Andersen (1, pro  Portogallo)
- Guglielmo Vicario (1, pro  Francia)

- Jan Bednarek (1, pro  Portogallo)
- Diogo Dalot (1, pro  Croazia
- Dani Vivian (1, pro  Francia)

- Nico Elvedi (1, pro  Serbia)